# خط اصلی آنجلیا غربی
خط اصلی آنجلیا غربی (به انگلیسی: West Anglia Main Line) یکی از خطوط راه‌آهن در کشور انگلستان است.
این خط از شهر لندن شروع شده و در شهر کمبریج به پایان میرسد.